# 후르비츠 제타 함수
수학에서 후르비츠 제타 함수(영어: Hurwitz zeta function)는 리만 제타 함수의 일반화이다. 리만 제타 함수와 마찬가지로 함수 방정식을 만족시키고, 유리수에서는 디리클레 L-함수로 나타낼 수 있다.

## 정의
후르비츠 제타 함수는 {\displaystyle \operatorname {Re} (s)>1}, {\displaystyle \operatorname {Re} (q)>0}인 경우 다음과 같은 급수로 정의된다.
{\displaystyle \zeta (s,q)=\sum _{n=0}^{\infty }(n+q)^{-s}}
이 함수는 {\displaystyle s\neq 1}인 임의의 {\displaystyle s}에 대하여 해석적 연속으로 확장할 수 있다. {\displaystyle q=1}인 경우는 리만 제타 함수가 된다.

## 성질
{\displaystyle s=1}에서 후르비츠 제타 함수는 유수가 1인 단순극을 가지며, 상수항은 다음과 같다.
{\displaystyle \zeta (s,q)={\frac {1}{s-1}}-\psi (q)+O(s-1)}
여기서 {\displaystyle \psi (q)}는 디감마함수이다.

### 함수 방정식
후르비츠 제타 함수는 다음과 같은 함수 방정식(영어: functional equation)을 만족시킨다. 모든 정수 {\displaystyle 1\leq m\leq n}에 대하여, 다음이 성립한다.
{\displaystyle \zeta \left(1-s,{\frac {m}{n}}\right)={\frac {2\Gamma (s)}{(2\pi n)^{s}}}\sum _{k=1}^{n}\left[\cos \left({\frac {\pi s}{2}}-{\frac {2\pi km}{n}}\right)\;\zeta \left(s,{\frac {k}{n}}\right)\right]}

## 참고 문헌
- Kirsten, Klaus (2010). 〈Basic zeta functions and some applications in physics〉. 《A Window into Zeta and Modular Physics》. Mathematical Sciences Research Institute Publications (영어) 57. Cambridge University Press. arXiv:1005.2389. Bibcode:2010arXiv1005.2389K.